# Улица Љубинке Бобић
| Улица · ЉУБИНКЕ БОБИЋ | Улица · ЉУБИНКЕ БОБИЋ                                               |
| --------------------- | ------------------------------------------------------------------- |
|                       |                                                                     |
| Општина               | Нови Београд                                                        |
| Почетак               | Ул. партизанске авијације Ул. бежанијских илегалаца Гандијева улица |
| Крај                  | Норвешка ул.                                                        |
| Дужина                | 830 m                                                               |
|                       |                                                                     |
|                       |                                                                     |
|                       |                                                                     |

Улица Љубинке Бобић се налази на Бежанијској коси, на Новом Београду. Простире се од Новог Бежанијског гробља до раскрснице са улицама Партизанске авијације и Бежанијских илегалаца. Дужина улице износи 830 метара. Земљиште на коме се простире улица се сматра атрактивним за изградњу стамбених објеката, мада је на двеста метара дугој низбрдици, која се спушта ка Гандијевој улици, саобраћај у оба смера отежан Улицом саобраћа аутобус број 82 (Кеј ослобођења — Бежанијско гробље — Блок 44). Кроз ову улицу пролази и бициклистичка стаза Такође, крајем 2010. на углу ове и улице Рашка Димитријевића је отворен комплекс са дечјим игралиштем и два спортска терена, највећи изграђен у тој години, који се простире на 4.000 m2. Од важнијих објеката се ту налази полицијска станица Бежанијска коса. Ова улица припада парохијама Цркве Светог Василија Острошког.
Улица носи назив по познатој српској глумици Љубинки Бобић. Занимљиво је да, према наводима Блица, ниједна улица у родном граду ове глумице, Крушевцу, није названа по њој. Међутим, на сајту који презентује град Крушевац, улица постоји у насељу Лазарица.